# هرقل (أسطورة)
هِرَقل أو هيرقليس أو هيركليس (باليونانية: Ἡρακλῆς)‏ في الميثولوجيا الإغريقية بطل إلهي هو ابن الإله زيوس والبشرية ألكميني يشتهر بقوته الخارقة وله العديد من المغامرات. هرقل شخصية متعددة الأوجه ذات خصائص متناقضة مما مكن الفنانين والكتاب من انتقاء واختيار كيفية تمثيله، يمثل هرقل عند كل من الرومان واليونانين أيقونة في الأدب والفن الغربي والثقافة الشعبية.

## مولده وشبابه
كانت ألكيمنى زوجه أمفتريون تعشقه لم تكن ترضى على خصام زوجها بسبب قتله لوالدها طلبت منه ان يكفر عن خطيئته بأن ينتقم لأشقائها الثمانى الذين قتلوا اثناء الحرب وبالفعل جهز جيشاً لمحاربه التلبيون، خرج للحرب وكان كبيرالآلهه زيوس معجباً بزوجة امفتريون ألكمينى، كان يهيم بها عشقاً.لكنه كان يكن لها كل تقدير واحترام.لم يكن ينظر إليها نظرته مثل بقيه نساء البشر.كان دائم التودد إليها لكنها كانت تصده في عفه وكبرياء، كان راغباً فيها، كانت راغبه عنه لكن اليأس لم يكن يتسلل إلى قلب كبير الألهه.كان يراقب زوجها في غدواته وروحاته رآه يستعد لعودته إلى زوجته ظافراً.قرر أن يسبقه إلى هناك.كان زيوس كبير الآلهة قادر على كل شئ، تقمص شخصيه أمفتريون، إتخذ هيأته تماماً، لم تسطع ألكمينى أن تكتشف حيلته.حسبته زوجها أمفتريون.رحبت به وفردت ذراعيها.طفق يقص عليها روايات تفوق الخيال وكيف انتقم لاشقائها الثمانى .كبد العدو خسائر جسيمه .وقد جاء إليها لاهثا يطلب منها الرضا والحب .ليس له رغبه في شئ سوى وفائها وإخلاصها .لم يكذب زيوس كبير الآلهة روى كل الصدق روى كل ما قام به أمفتريون.فلقد ظل يراقبه ويتابع حركاته وسكانته .كذبه واحده كذبها زيوس .نسب كل شئ قام به أمفتريون لنفسه.قضى زيوس مع ألكمينى ليلة طويله لم تكتشف الحيلة فقد أتقن زيوس دور أمفتريون تماما.إنقضت الليلة الطويلة .اختفى القمر وطلعت الشمس.غادر زيوس ألكمينى وهو يضحك من الأعماق .استأذنها في مغادرة القصر ليباشر أمور حياته.إنفردت ألكمينى بنفسها تجر ذكريات الليلة الماضية .تاهت في غياهب الخيال.فجأه، عادت إلى الحقيقة المؤلمه .عاد أمفتريون.طفق يشرح لها كيف انتقم لأشقها الثمانية.فجأه توقف عن الحديث أخذ يحملق في وجه ألكمينى لاحظ انها لا ترحب به ولا تحس نحوه بالشوق الذي تحسه الزوجة المخلصه عند استقبال زوجها العائد من ميدن القتال .أراد ان يناقشها أراحته من التفكير وأخبرته أنه بالأمس استقبلته الاستقبال اللائق وانها تنتظر إلا يكرر نفسه أصابته بصدمه لم يفهم أمفتريون ما تقوله ألكمينى، بالطبع لم يكن من المتوقع أن يفهمها لم يكن يخطر بباله ان شيئاً من ذلك قد يحدث.خرج أمفتريون لا يلوى على شئ ذهب إلى المعبد وقصد العراف .فأخبره العراف بالحقيقة المفزعه لم يكن بوسع أمفتريون أن يفعل شئ لم يكن في مقدوره أن يتحدى كبير الالهه وكذلك ألكمينى ما يقدرون عليه حقاً هو تناسي ما حدث.مرت الليالي وتوالت الشهور وإذا بألكمينى أن تضع مولداً وضعت ألكمينى توأمين من الذكور الأول سمى ألكيدس والمولد الثاني إفلكيس قيل إن الطفل الأول هو ابن كبير الالهه زيوس والثانى هو ابن أمفتريون

## كراهية هيرا
كان هرقل متميزا من أهل القوة والفضيلة ولا سيما بانه يحب الفنون لا سيما الموسيقى فقد بارى أبولو في دلفي فازعج ذلك إله الشمس على اتدخل الالهة وجعلهما صديقان حميمان وظلا كذلك لزمن طويل
وكانت مدينة طيبة تتعرض لاذلال جارتها مدينة اركومنتوس فصمم الملك امفتيون وابنه ايفكليز ان يضعا حدا لهذا الاضطهاد فساعد هيركليس في ذلك فكافئه الملك بأن زوجه من الأميرة ميجارا فعاشا وأولادهما بسعادة لكن كراهية هيرا بدأت تعمل فقتل ابنائه وهو لا يدري وعندما أستفاق شعر بالألم فطل تكفير ذنبه فحكم زيوس ان يدخل هِرقلفي خدمة ابن عمه يورسثيوس ملك ارجوس وان يقوم بالواجبات التي يطلبها منه فطلب منه أثنا عشر عملا مستحيلا لكن الالهة أشفقت عليه فزودته بأسلحة ذات نفع عظيم ساعدته في مهمته فاعطته اثينا خوذة وهيرمس سيفا وزيوس درعا وأبولو قوسا وسهاما وبوسيدون حصانا

## أعمال هرقل الإثني عشر
لم يورد الكتاب ترتيب الأعمال بنفس النمط، ولكن ال (The Bibliotheca (2.5.1-2.5.12 أعطت الترتيب الآتي:
1. كان أول عمل أن يقتل أسدا عظيما في نيما لا يخترق جلده سيف ولا سهم ولا تفلح ضربات الهراوة ضده لكنه تمكن من خنقه ثم بمساعدة الآلهة أثينا إستخدم أحد أظفاره ليسلخ جلده، ولبسه.
2. كان عليه ان يقتل أفعى تدعى العدار (هيدرا) وكان لها تسع رؤوس إذا قطعت واحد نبت إثنين مكانه لذا اتى مع معين له وكان إذا قطع راسا جاء إيولاس وكوى مكان القطع.
3. كان عليه أن يظفر بالأيّل الذهبيّ.
4. كان على هرقل الإمساك بالخنزير الشرس في اريمنثوس غير انه واجه مشكلة مع السنتورات هناك أدت إلى قتل صديقين مقربين له.
5. كان عليه ان ينظف حظائر الملك اوجيوس التي كانت شديدة القذارة والإهمال بيوم واحد، فتمكن من ذلك عن طريق تغيير مجرى نهر.
6. كان عمله هو إبادة طيور ستيمفالوس الكاسرة التي كانت تاكل البشر، إستخدم هرقل حشرجة أثينا لترهب الطيور و إصطادهم في الهواء بقوسه.
7. كان هناك عجل شرس في جزيرة كريت وكان على هرقل ان يجعله اليفاً.
8. كان على هرقل أن يجلب خيول (وعددها أربعة) آكلة للحوم البشر إلى الملك من مملكة أخرى، و رودهم عن طريق إلقاء الملك ديوميديس لهم ليأكلوه .
9. رغبت ابنة الملك في حزام جميل كان في حوزة هيبوليتا وهي ملكة شعب محارب قوامه النساء الأمزونيات وكان عليه ان يجلبه ونجح هِرقلفي كسب الملكة إلى جانبه إلا ان هيرا نشرت اشاعة انه خطف الملكة فانطلقت النساء إلى السلاح فظن هِرقلان الملكة مكرت به فقتلها وحمل معه الحزام.
10. كان علية أن يحضر ماشية جيريون الوحش الذي يملك ثلاثة أجساد ويعيش فوق جزيرة إيرثرا.
11. كان عليه أن يجلب تفاحات من مكان يحرسه تنين ويساعده في ذلك ثلاثة عرائس يدعين هيسبيريديس فبعد مشقة طويلة وصل إلى أطلس فوافق أطلس على ان يجلبهن مقابل ان يقوم هرقل برفع العالم مكانه فلما جاء أخذهن هِرقلوذهب.
12. كان على هِرقلان يجلب الكلب سربروس حارس بوابة العالم السفلي وساعده بذلك اثينا وهيرمس فوافق بلوتو على ذلك على الا يوئذيه ويرجعه بعد ذلك.

وانتهى هرقل من هذه الأعمال بعد إثني عشر سنوات ولكنه بقي يسعى خلف مغامرات جديدة ولم يخلد إلى الراحة.

## معرض صور

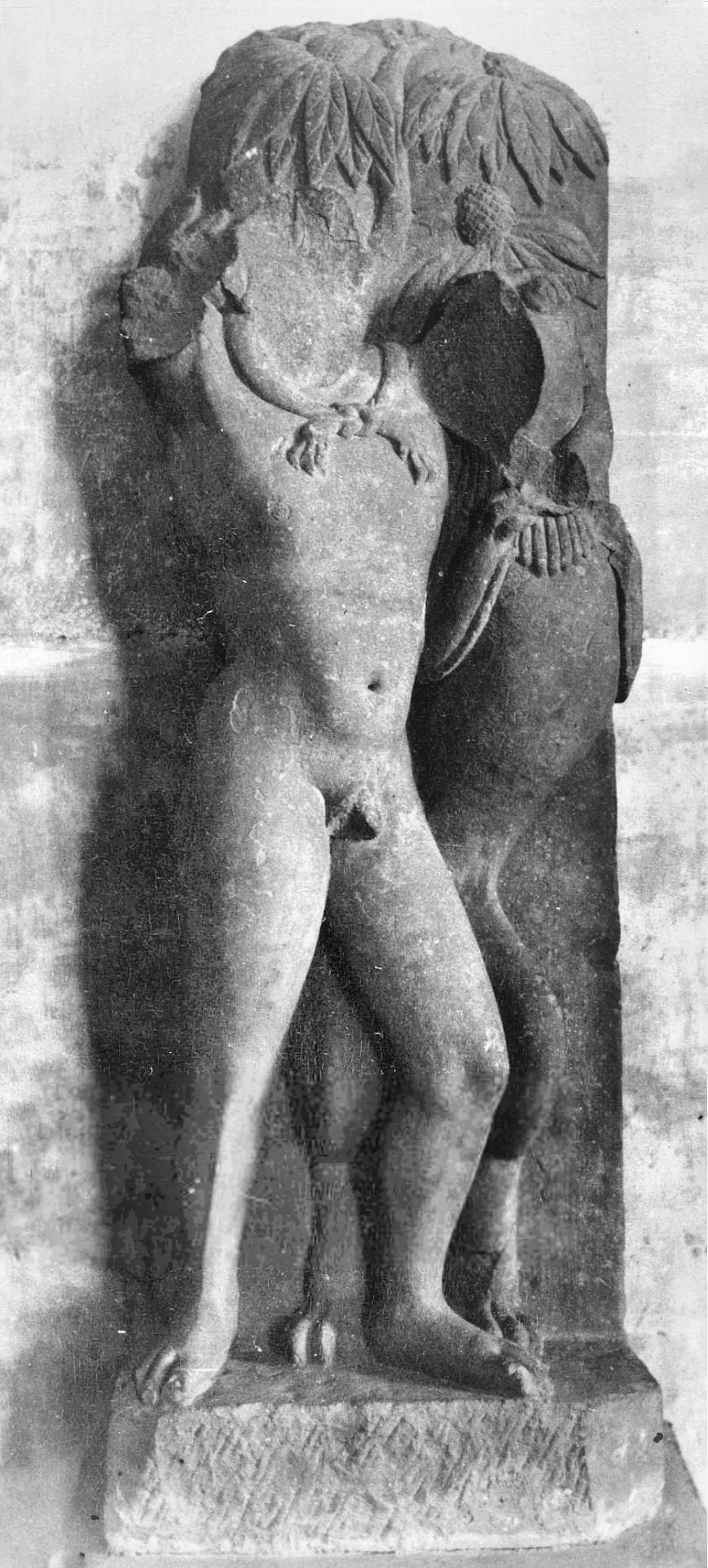
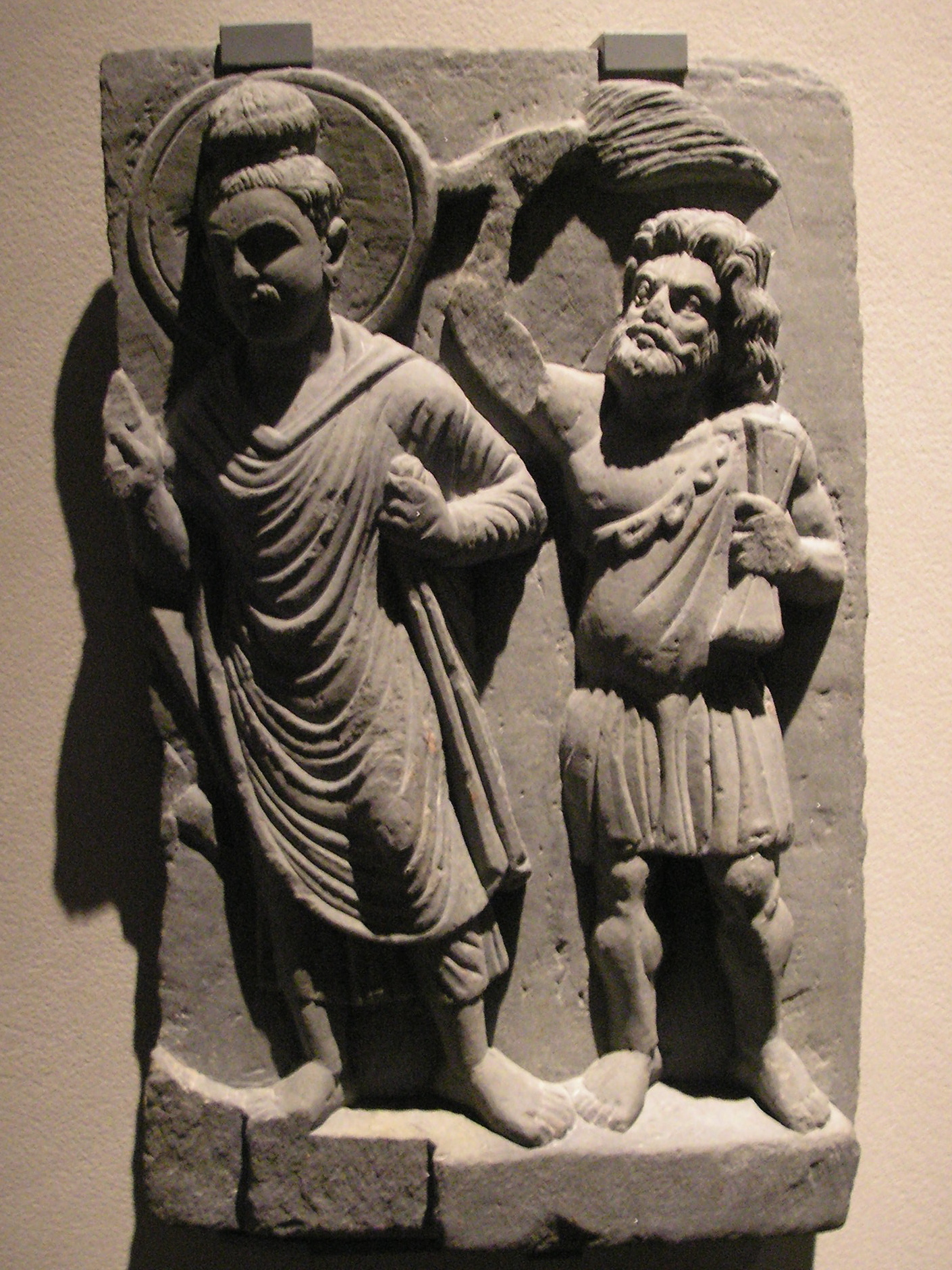
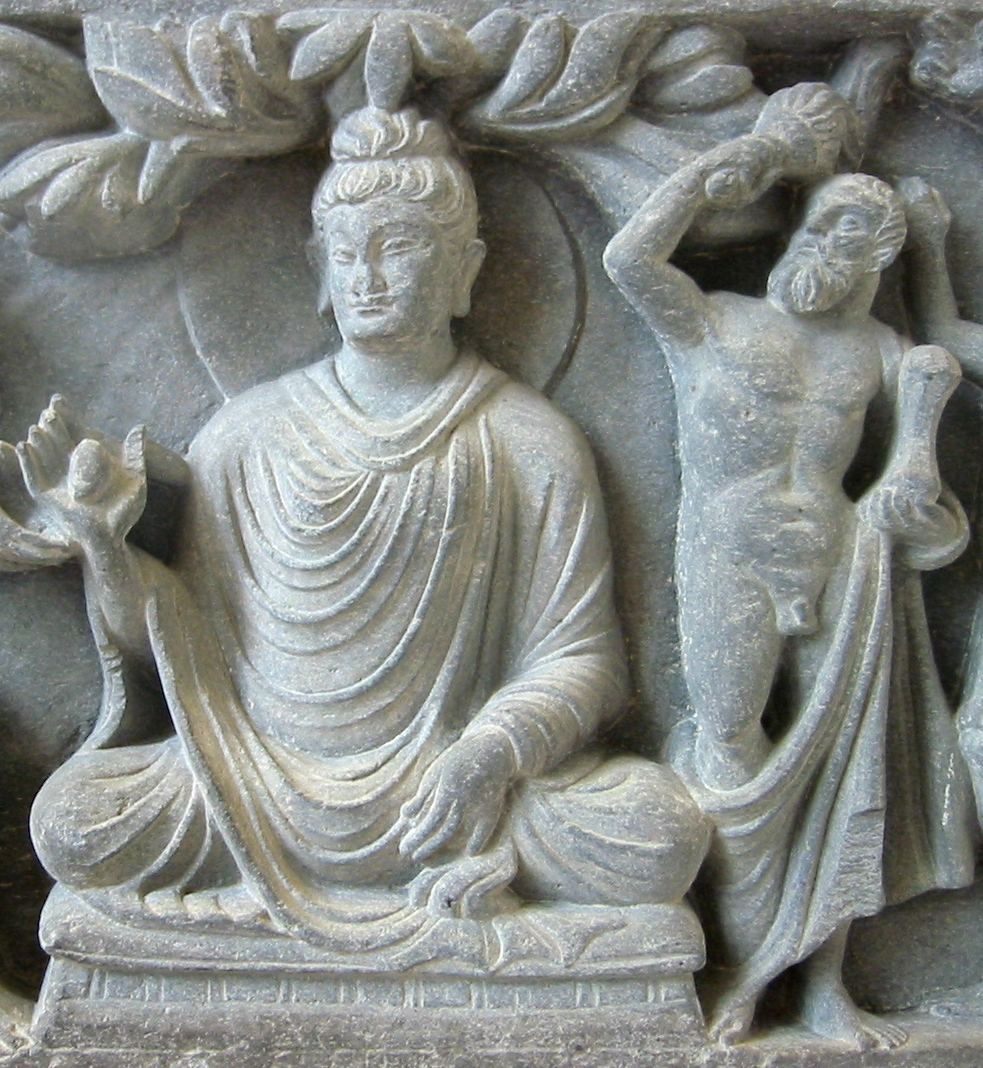
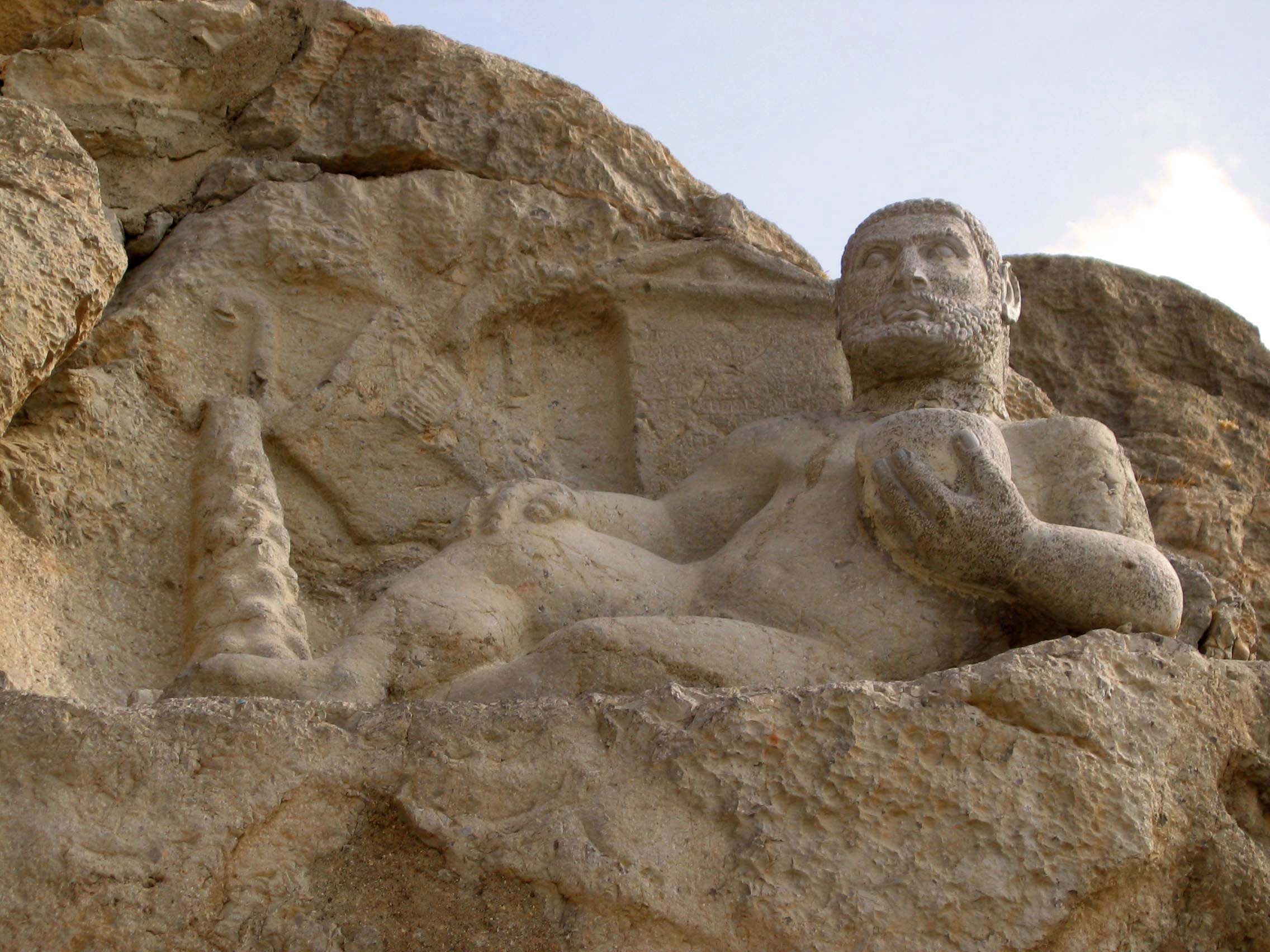